# Rapsécourt
Rapsécourt ist eine französische Gemeinde mit 33 Einwohnern (Stand: 1. Januar 2022) im Département Marne in der Region Grand Est (bis 2015 Champagne-Ardenne). Sie gehört zum Arrondissement Châlons-en-Champagne (bis 2017: Arrondissement Sainte-Menehould), zum Kanton Argonne Suippe et Vesle und zum 2014 gegründeten Gemeindeverband Argonne Champenoise. 

## Geografie
Rapsécourt liegt 36 Kilometer ostnordöstlich von Châlons-en-Champagne und etwa 60 Kilometer ostsüdöstlich von Reims am Flüsschen Yèvre. Umgeben wird Rapsécourt von den Nachbargemeinden La Chapelle-Felcourt und Voilemont im Norden, Élise-Daucourt im Osten und Nordosten, Braux-Saint-Remy im Osten, Dampierre-le-Château im Süden, Herpont im Südwesten sowie Saint-Mard-sur-Auve im Westen und Nordwesten.

## Bevölkerungsentwicklung
| Jahr                       | 1962 | 1968 | 1975 | 1982 | 1990 | 1999 | 2006 | 2011 | 2018 |
| Einwohner                  | 67   | 49   | 39   | 42   | 29   | 30   | 34   | 34   | 35   |
| Quellen: Cassini und INSEE |      |      |      |      |      |      |      |      |      |

## Sehenswürdigkeiten

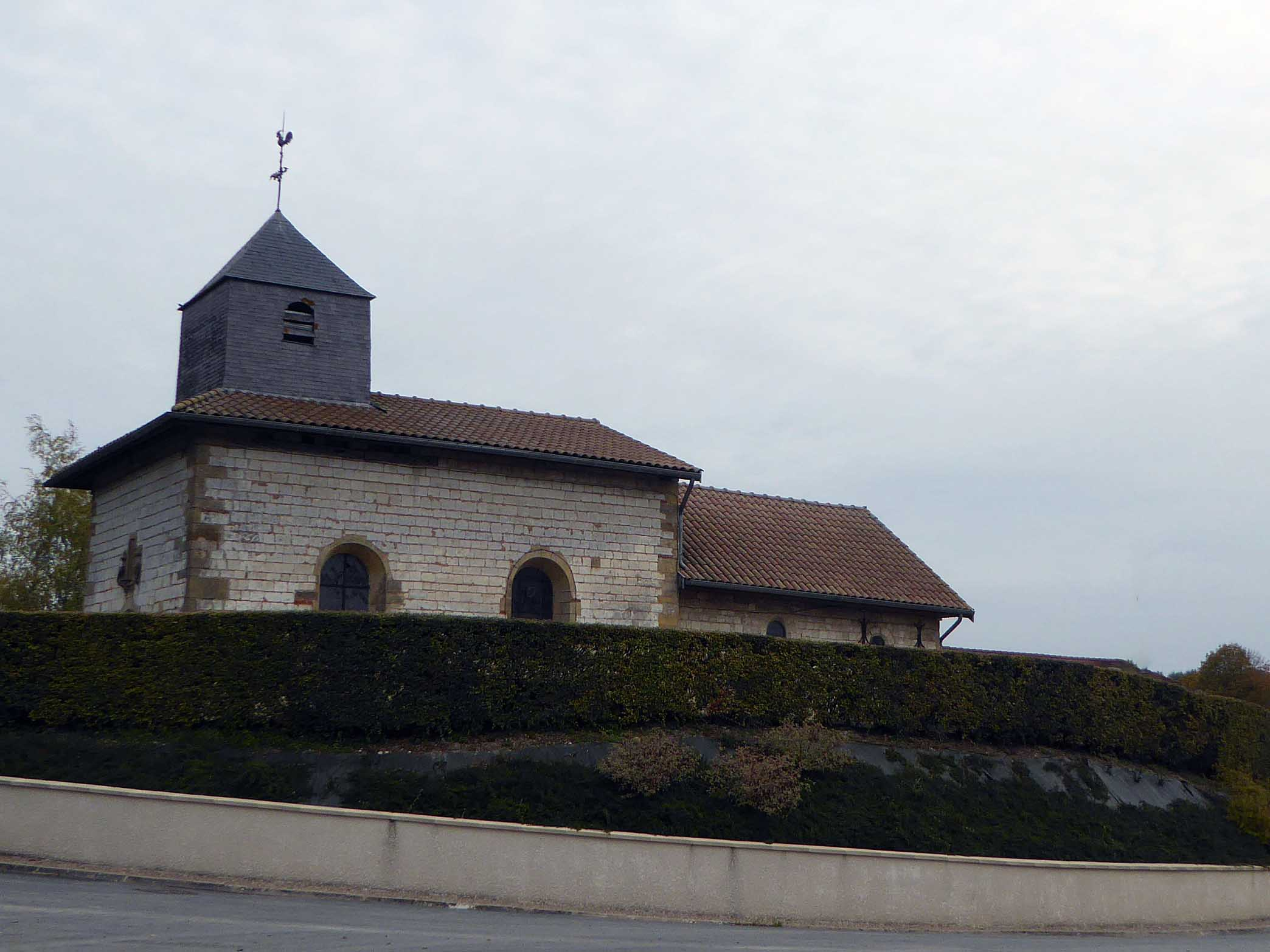
Kirche Saint-Laurent

- Kirche Saint-Laurent

## Belege
1. ↑  Rapsécourt auf cassini.ehess.fr
2. ↑  Rapsécourt auf insee.fr